# 天行者
《天行者》，是一部阮世生執導的香港電影，2006年上映，由郑伊健、冯德伦、方中信、张智霖、周丽淇主演。

## 劇情大綱
八年前，葉秋（鄭伊健飾）和軍火商博士（胡靜飾）在泰國交易，捲入黑道仇殺。葉秋更被泰國警察拘捕入獄。
八年後，葉秋得到博士幫助，回港後決定洗心革面，葉秋招攬了一班法律界、財經界、出版界精英做他的幕僚，進行企業鴻圖。
宋國明警司（方中信飾），剛剛從美國受訓回港，他的新任務便是成立「特別小組」，帶領手下許尚基（吳嘉龍飾）等人，進行一連串的行動及調查，針對葉秋和新一代勢力人物──鬼仔（馮德倫飾）。宋國明深信葉秋回港東山再起，只不過是用商業來包裝不良的活動，他終會露出狐狸尾巴……
另一方面，鬼仔擔心葉秋的勢力越來越大，終會威脅到他的利益，鬼仔處心積慮要向葉秋挑戰！雄哥（狄龍飾）亦無法控制局面，宋國明見葉秋和鬼仔這兩股勢力蠢蠢欲動，日夜監視葉秋和鬼仔，希望抓到確實的罪證，將他們一網成擒。鬼仔將葉秋在澳門萍水相逢的盲人按摩師樂聰慧（霍思燕飾）綁架，要脅葉秋帶博士在泰國進行交易。宋國明跟蹤葉秋一伙人到泰國，在鬼仔和葉秋當面對質時，意想不到的事情居然發生了……

## 演員表
- 鄭伊健 飾 葉　秋
- 馮德倫 飾 鬼　仔
- 方中信 飾 宋國明 / O記警官
- 周麗淇 飾 沈雪兒 / 鬼仔女友
- 張智霖 飾 馬學仁  / 葉秋好友 / 馬大狀
- 葛民輝 飾 許智良  / 葉秋好友 / 前真週刊總編 / 新世代總編
- 黎耀祥 飾 阿　痴  / 葉秋好友 / 花店員工
- 吳嘉龍 飾 許尚基 / 警員
- 狄龍 飾 雄　哥 / 葉秋大哥 / 餐廳老闆
- 吳廷燁 飾 坤　哥
- 胡靜 飾 博　士 / 葉秋好友 / 軍火商
- 霍思燕 飾 樂聰慧 / 按摩女
- 張衣 飾 大灰熊 / 葉秋好友 / 報攤小販
- 李日昇 飾 大灰熊（少年）
- 呂潔 飾 呂文麗 / 前KCB銀行投資部總監
- 黃又南 飾 張偉卓 / 鬼仔手下 / 重案組臥底
- 彭敬慈 飾 SAM
- 郭峰 飾 江總警司 / 宋國明上司
- 方平 飾 郭品天 / 長河集團老闆
- 白荻 飾 郭老太太

## 經典對白
- 助人如助己，還人心願，如還己心願。
- 好人也會做壞事，壞人也會做好事……凡事不是那麼絕對的。
- 只是按摩而已，不用想的那麼複雜。
- 閉上眼晴，其實就分不清黑與白。
- 繞了一大圈，才明白做人不一定只有一條路。
- 把燈關了，看誰是黑誰是白。
- 要救就救還沒有出事的。
- 一念天堂，一念地獄。
- 小船怕風浪，大船難轉彎